# NGC 7524
NGC 7524 est une galaxie lenticulaire située dans la constellation des Poissons. NGC 7524 a été découverte par l'astronome allemand Albert Marth en 1864. Sa vitesse par rapport au fond diffus cosmologique est de 6 629 ± 39 km/s, ce qui correspond à une distance de Hubble de 97,8 ± 7,0 Mpc (∼319 millions d'al).
Selon la base de données Simbad, NGC 7524 est une galaxie active de type Seyfert 2.